# کلاین وزنبرگ
کلاین وزنبرگ (به آلمانی: Klein Wesenberg) یک شهر در آلمان است که در Stormarn واقع شده‌است. کلاین وزنبرگ ۷۶۸ نفر جمعیت دارد.